# Rocky Mount, Virginia
Rocky Mount är administrativ huvudort i Franklin County i Virginia. Vid 2010 års folkräkning hade Rocky Mount 4 799 invånare. Den nuvarande domstolsbyggnaden i Rocky Mount byggdes 1909–1910.